# Dolchamar

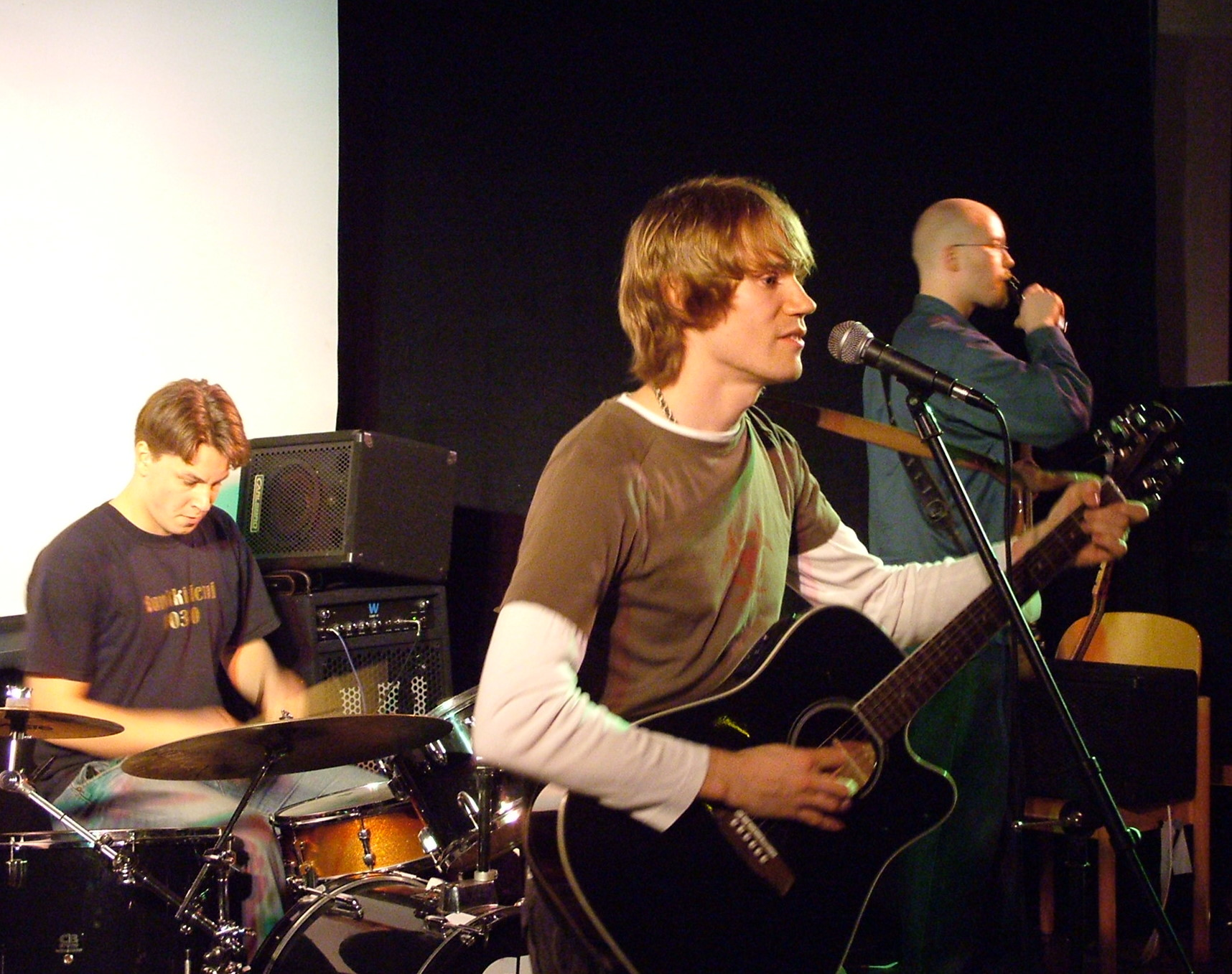
Dolchamar 2006 auf der Wewelsburg in Deutschland

Dolchamar ist eine Band, die 1999 in London gegründet wurde und deren Mitglieder nun in Finnland leben. Sie spielen elektronische Rockmusik und Hip-Hop, die Texte werden in Esperanto vorgetragen. Während des Internationalen Jugend-Kongresses für Esperanto 2003 in Lesjöfors (Schweden) änderte die Band ihren Namen von Dolcxamar in Dolchamar. Übersetzt bedeutet der Name Dolchamar so viel wie Bittersüß (dolĉa = süß, amara = bitter).

## Mitglieder
Aktuelle Besetzung

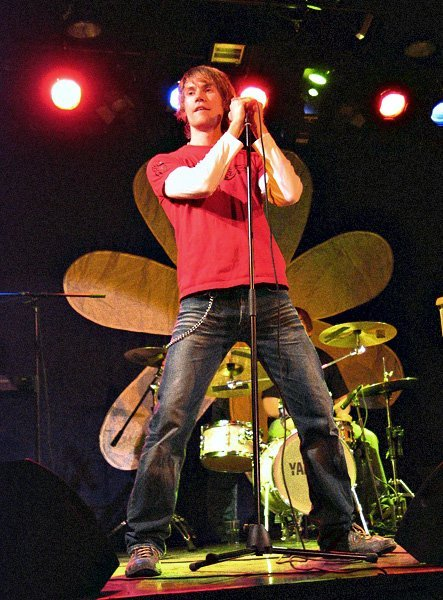
Patrik „Piechjo“ Austin

Laut eigenen Angaben ist derzeit Piechjo (Patrik Austin) das einzige feste Bandmitglied. Auf verschiedenen Konzerten seit Mitte 2005 trat er unter dem Namen Dolchamar mit verschiedenen anderen Musikern auf, etwa Timo Ylönen (E-Bass), Minna-Leena Toikka (Percussion, Gesang) und Hannu Linkola (Schlagzeug).
2003–2005 (Album „Rebela Sono“)
- Piechjo (Patrik Austin) – Gesang
- Valdemar (Valtteri Konttinen) – Schlagzeug
- Stoedoe (Jani Salo) – Bass
- Larputilo (Jako Kalliokoski) – Gitarre, Gesang
- Lenja (Leena Peisa; später Keyboarderin von Lordi) – Keyboard, Gesang
- Hanchjo (Hannu Linkola) – Percussion

1999–2002 (Album „Lingvo intermonda“ sowie „Elektronika kompilo“)
- Piechjo (Patrik Austin) – Gitarre
- Sarchjo – Gesang
- Stoedoe Salo – Bass
- Hipo Ohvo – Keyboard

## Diskografie
- 1999: Kun ikso! (Demoalbum mit drei Titeln)
- 2000: Lingvo intermonda (Zehnter und letzter Teil der Serie „Kolekto 2000“), erschienen bei Vinilkosmo VKKKD27
- 2003: Elektronika kompilo (Sampler mit zwei Liedern von Dolchamar)
- 2005: Rebela Sono (Vinilkosmo, VKKKD75)
- 2009: Trejn Tu Noŭer